# Nils Westerboer
Nils Westerboer (* 25. Januar 1978 in Gaildorf) ist ein deutscher Science-Fiction-Schriftsteller.

## Leben
Nils Westerboer studierte Medienwissenschaft mit Schwerpunkt Film in Jena und arbeitete zwei Jahre als Naturfilm-Kameraassistent, vorwiegend für den NDR. Im Anschluss studierte er Germanistik und Evangelische Theologie an der Ludwig-Maximilians-Universität München. Seit 2012 arbeitet er als Lehrer an der neu gegründeten Gemeinschaftsschule Kaleidoskop in Jena, an deren pädagogischer Konzeption er ebenfalls beteiligt war.
2014 veröffentlichte Westerboer seinen Debütroman Kernschatten, der im Jahr darauf für den Deutschen Science Fiction Preis nominiert wurde. Sein zweiter Roman Athos 2643, der aus der Perspektive einer KI-Assistentin erzählt wird, wurde für den Phantastik-Preis der Stadt Wetzlar, den Phantastik-Literaturpreis Seraph und den Kurd-Laßwitz-Preis nominiert und mit dem Deutschen Science-Fiction Preis 2023 ausgezeichnet.

## Werke
Roman
- Kernschatten. Leander Verlag, 2014, ISBN 978-3-9815368-5-0.
  - Neuveröffentlichung: Kernschatten.  Klett-Cotta, Stuttgart 2023, ISBN 978-3-608-98690-7.
- Athos 2643. Klett-Cotta, Stuttgart 2022, ISBN 978-3-608-98494-1.
- Lyneham. Klett-Cotta, Stuttgart 2025, ISBN 978-3-608-98723-2.

Sachbuch
- Der innere Blick: Zur Konstruktion von Sehen und Wissen in M. Night Shyamalans ‚The Sixth Sense‘, ‚Unbreakable‘ und ‚Signs‘. AV Akademikerverlag, Saarbrücken 2012, ISBN 978-3-639-44032-4.

## Preise
- 2023: Deutscher Science-Fiction Preis für Athos 2643[7]
- 2025: Phantastikpreis der Stadt Wetzlar für Lyneham[8]